# Scambina
Scambina là một chi bướm đêm thuộc họ Erebidae.